# Euploea eboraci
Euploea eboraci är en fjärilsart som beskrevs av Grose-smith 1894. Euploea eboraci ingår i släktet Euploea och familjen praktfjärilar. IUCN kategoriserar arten globalt som livskraftig. Inga underarter finns listade i Catalogue of Life.